# Come & Go
Come & Go – siódmy singel z płyty amerykańskiego rapera 50 Centa Curtis. Przez samego muzyka nazywana jest "In da Club part 2".